# Arenaria grandiflora
Espèce
Classification phylogénétique
Arenaria grandiflora, la sabline à grandes fleurs, est une plante herbacée vivace de la famille des caryophyllacées que l'on trouve essentiellement dans des régions montagneuses.

## Description
Tige rampante aux rameux redressés (hauts de 5 à 15 cm) portant d'une à six fleurs aux pétales blancs, deux fois plus longs que les sépales ; feuilles étroites, en pointe au sommet. La floraison a lieu autour de la mi-août. 

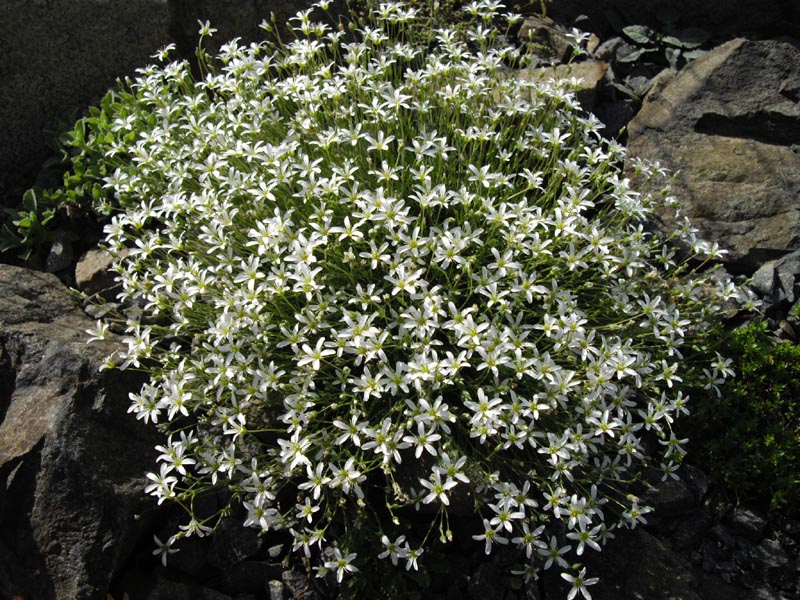
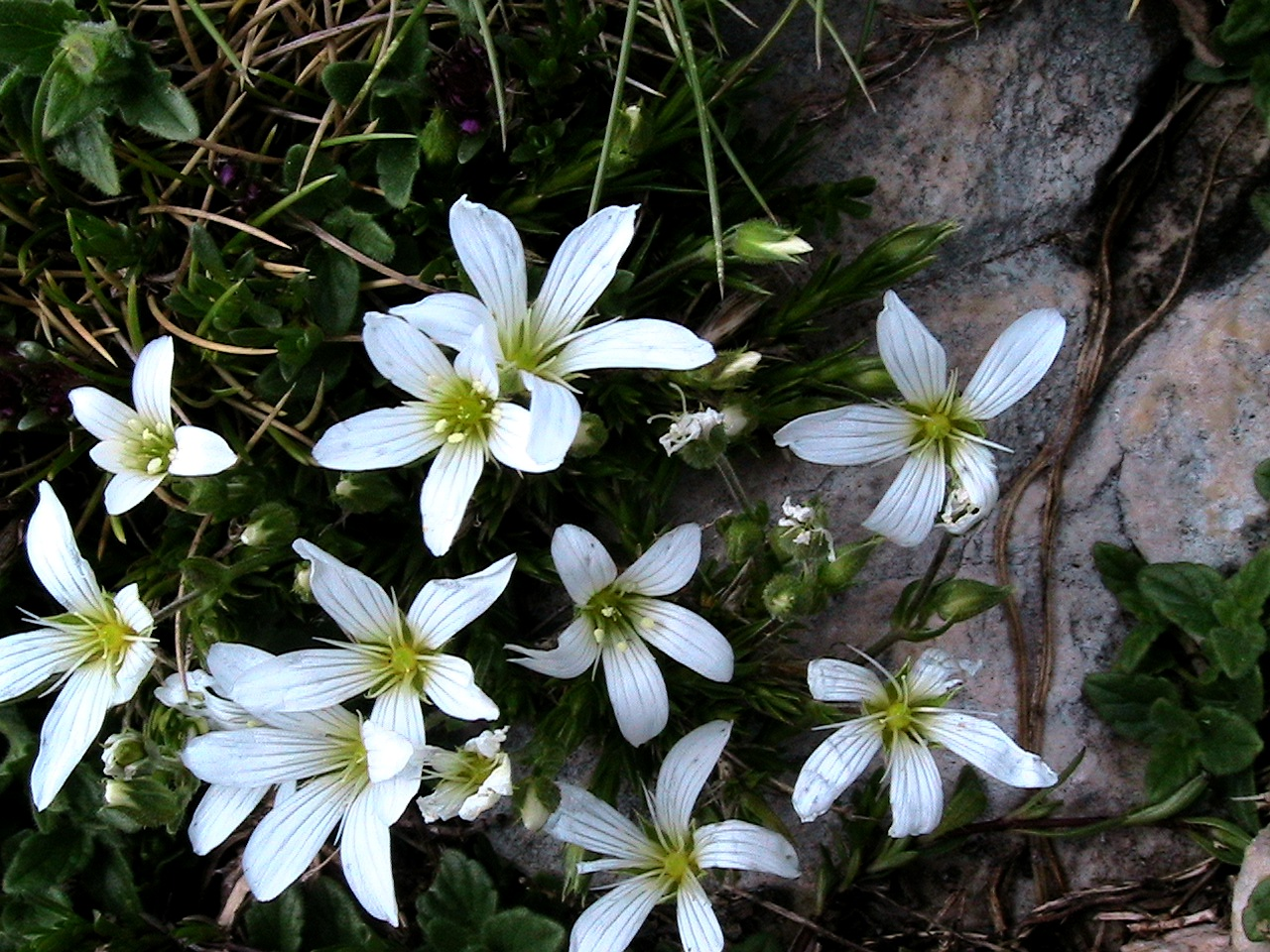
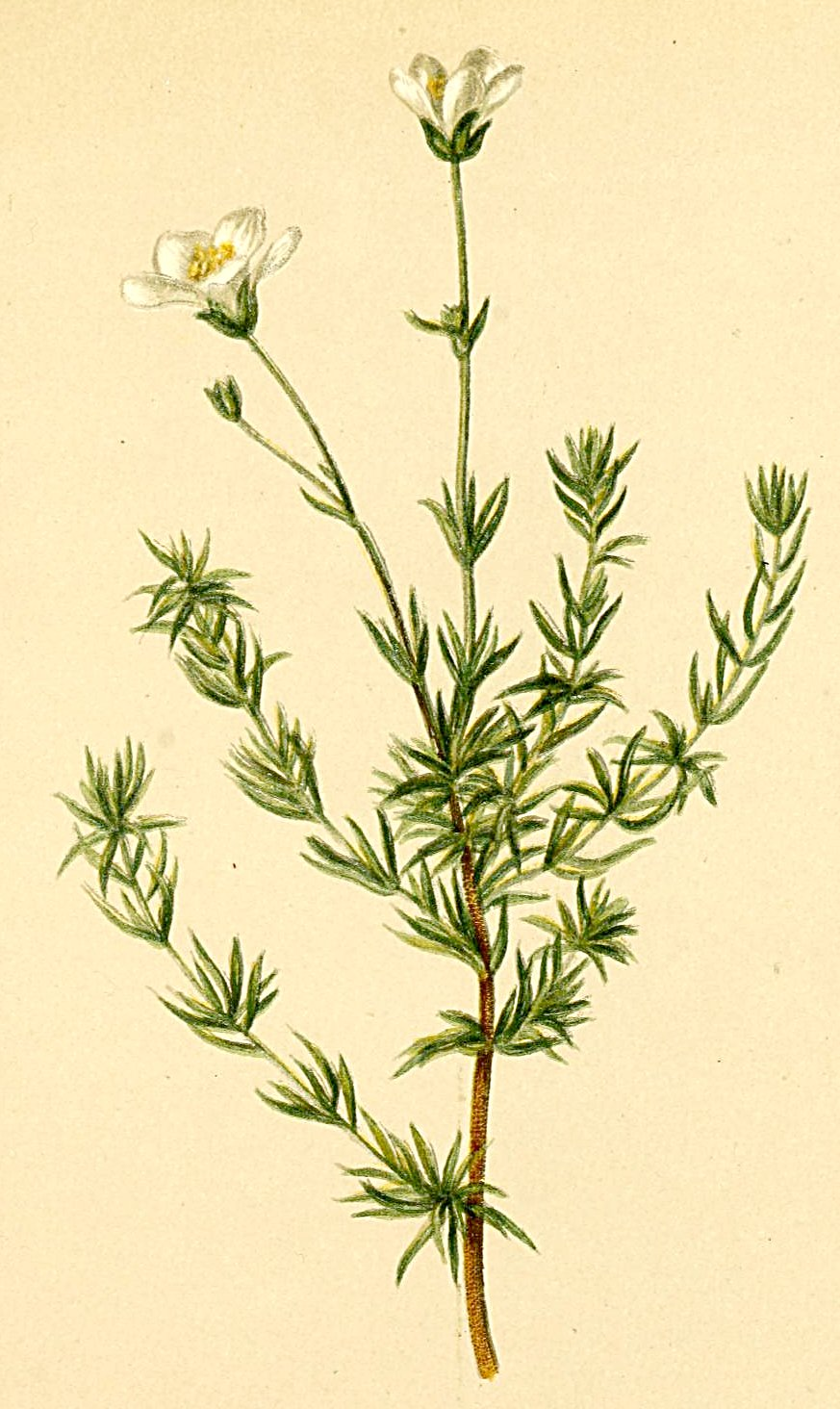
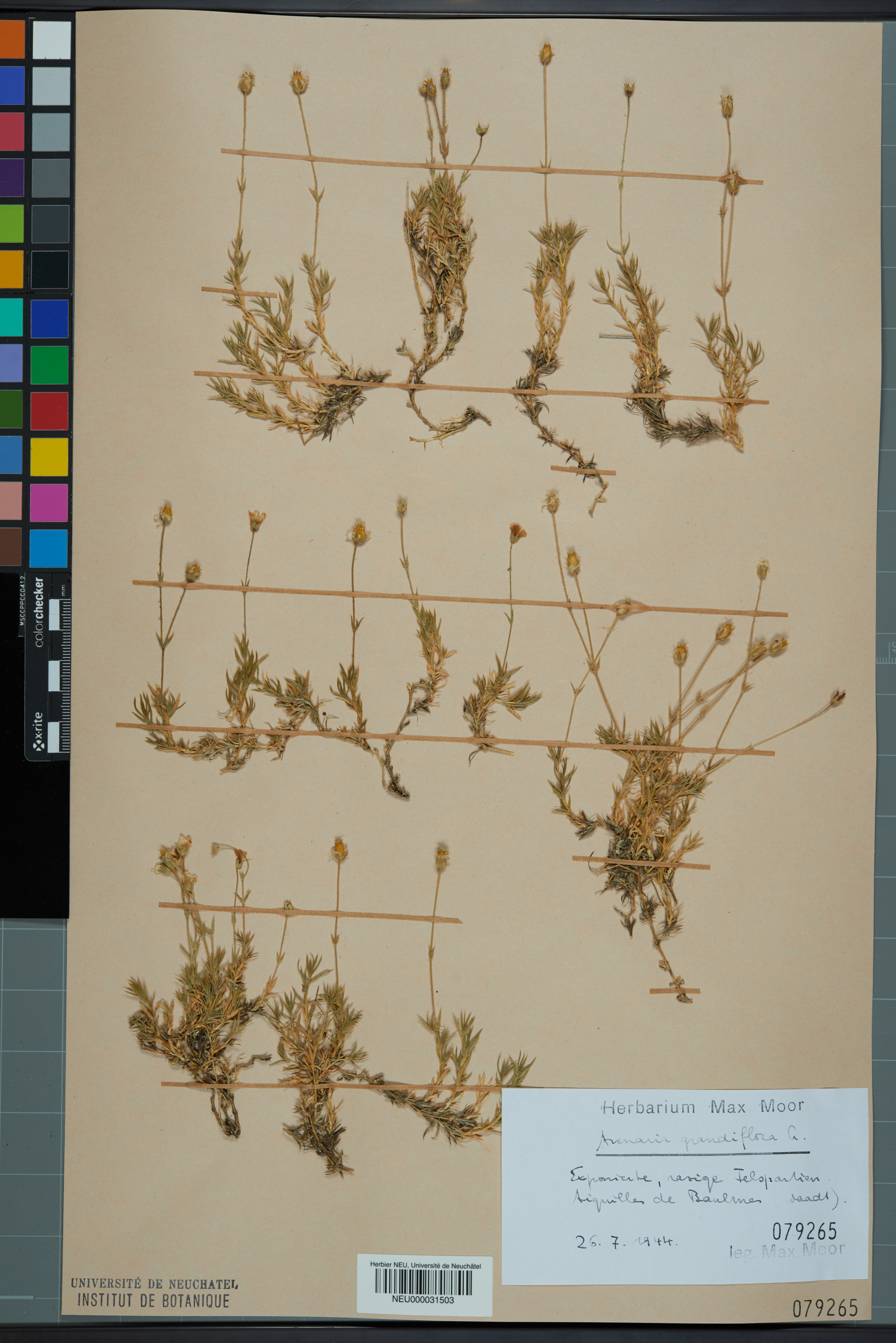

## Habitat et répartition
On trouve cette plante en montagne, dans les éboulis, les rochers, les pelouses rocailleuses jusqu'à 2 600 m, floraison de mai à aout.
Elle est bien représentée sur les massifs français (Pyrénées et Alpes principalement, mais avec aussi des présences ponctuelles en massif central et même en région parisienne), et répartie dans plusieurs pays bordant le bassin méditerranéen occidental, de l'Algérie à la Croatie en passant par l'Espagne. 

## Sous-espèce
- Arenaria grandiflora subsp. bolosii - synonyme Arenaria bolosii (Cañig.) L.Sáez & Rosselló (En danger critique d'extinction).